# Hallonskär, Sastmola
Hallonskär (fi. Halluskeri) med Tyykoura, Leppäkari och Högrund är en ö i Finland. Den ligger i Bottenhavet och i kommunen Sastmola i landskapet Satakunta, i den västra delen av landet. Ön ligger omkring 43 kilometer norr om Björneborg och omkring 260 kilometer nordväst om Helsingfors.
Öns area är 1,05 kvadratkilometer och dess största längd är 1,9 kilometer i sydöst-nordvästlig riktning.

## Delöar och uddar
- Hallonskär 61°50′52″N 21°26′14″Ö / 61.84768°N 21.43728°Ö
- Tykören 61°50′34″N 21°26′38″Ö / 61.8427°N 21.44389°Ö
- Hallonskärsudden 61°50′59″N 21°26′41″Ö / 61.84979°N 21.44468°Ö (udde)
- Långgrund 61°50′47″N 21°27′37″Ö / 61.84649°N 21.46024°Ö (udde)
- Leppäkari 61°50′40″N 21°26′13″Ö / 61.84442°N 21.43703°Ö
- Höggrund 61°50′41″N 21°27′25″Ö / 61.8448°N 21.45705°Ö
- Klobben 61°50′28″N 21°26′22″Ö / 61.84122°N 21.43954°Ö (udde)
- Jumpinluodot 61°50′40″N 21°27′10″Ö / 61.84456°N 21.45275°Ö (udde)
- Mustikkakari 61°50′35″N 21°27′35″Ö / 61.84304°N 21.45979°Ö (udde)
- Välimaanluoto 61°50′25″N 21°27′13″Ö / 61.84029°N 21.45356°Ö (udde)
- Oravakari 61°50′21″N 21°26′48″Ö / 61.83915°N 21.4468°Ö (udde)
- Pikkukari 61°50′21″N 21°27′08″Ö / 61.83903°N 21.45216°Ö (udde)